# Anomaloglossus beebei
Espèce
Synonymes
- Hyloxalus beebei Noble, 1923
- Colostethus beebei (Noble, 1923)

Statut de conservation UICN

 EN  : En danger
Anomaloglossus beebei est une espèce d'amphibiens de la famille des Aromobatidae.

## Répartition
Cette espèce est endémique du Guyana. Elle se rencontre à 450 m d'altitude dans la sierra de Pacaraima.

## Étymologie
Cette espèce est nommée en l'honneur de William Beebe.

## Publication originale
- Noble, 1923 : New batrachians from the tropical research station British Guiana. Zoologica, vol. 3, p. 288-299 (texte intégral).